# Skyrosponny
Skyrosponny är en hästras av ponnytyp som härstammar från Grekland. Skyrosponnyn är en mycket gammal hästras som har fått sitt namn från ön Skyros som varit dess hemort sedan antiken. Den lilla ponnyn används mest inom lätt jordbruk men sägs även vara en bra hoppare. 

## Historia
Skyrosponnyn har funnits sedan urminnes tider på ön Skyros i Egeiska havet utanför Greklands kust. Man tror att ponnyn uppkom långt före istiden med hjälp av förhistoriska vilda hästar, framförallt tarpanen. Ponnyerna levde i bergen och hämtades när det var dags att skörda eller tröska. Man har funnit konst från antikens Grekland med avbildningar av vad som sägs likna skyrosponnyn bland annat i Parthenontemplet i Aten. 
Man tror att det finns ett samband mellan skyrosponnyn och den gamla tessaliska hästen och i så fall har den sitt ursprung ur hästtyp 4, den minsta av hästens första ättlingar som dessutom är ursprung till det arabiska fullblodet. Men hårrem och färg pekar på ett starkare släktskap med tarpanen. 
Fram tills 1960-talet användes ponnyerna främst inom jordbruket på ön men mekaniseringen av jordbruken gjorde att öborna fick mindre och mindre användning av ponnyerna då de nya maskinerna kunde klara av större och tuffare jordbruk. Ungefär samtidigt uppmuntrade EU bönder i Europa att skaffa får och getter vilket ledde till att betet i bergen nästan försvann. Enligt en ganska ny lag får inte skyrosponnyerna säljas från öarna då det idag finns enbart ca 140-150 ponnyer kvar på Skyros och långt ifrån alla är helt renrasiga skyrosponnyer.

## Egenskaper
Skyrosponnyn är en robust liten ponny som har en exteriör som påminner om stora hästars. Den har ett gott lynne och är ganska stark och trots sin ringa höjd är den en god hoppare. En så kallad ål, en mörkare strimma längs ryggraden, är vanligt och likadant zebratecken. Detta är vanligt på primitiva hästraser. Enligt rasens förening så ska hovarna alltid vara svarta. Höjden brukar ligga på 110 till 113 cm men man kan avla fram större varianter upp till 122 cm i mankhöjd. 
Skyrosponnyn är känd för att se ganska dåligt utvecklad ut med tjock, ibland ganska tovig päls och grovt tagel i man och svans. Bogpartiet på hästen är dessutom ganska dåligt utvecklad. En rasförening har startats med syfte att förbättra och bevara Skyrosponnyn.